# ボストン映画批評家協会賞 外国語映画賞
ボストン映画批評家協会賞 外国語映画賞（Boston Society of Film Critics Award for Best Foreign Language Film）は、ボストン映画批評家協会によって贈られる賞の一つである。

## 受賞作品
| 開催年 | 題名 原題                                                | 監督                                   | 製作国                     |
| ------ | -------------------------------------------------------- | -------------------------------------- | -------------------------- |
| 1990年 | 仕立て屋の恋 Monsieur Hire                               | パトリス・ルコント                     | フランス                   |
| 1991年 | 僕を愛したふたつの国/ヨーロッパ ヨーロッパ Europa Europa | アニエスカ・ホランド                   | ドイツ フランス ポーランド |
| 1992年 | 紅夢 大红灯笼高高挂                                      | チャン・イーモウ                       | 中国                       |
| 1993年 | さらば、わが愛/覇王別姫 覇王別姫                         | チェン・カイコー                       | 中国 イギリス領香港        |
| 1994年 | トリコロール/赤の愛 Trois Couleurs: Rouge                | クシシュトフ・キェシロフスキ           | フランス ポーランド        |
| 1995年 | ミナ Mina Tannenbaum                                     | マルティーヌ・デュゴウソン             | フランス                   |
| 1996年 | 私の好きな季節 Ma saison préférée                        | アンドレ・テシネ                       | フランス                   |
| 1997年 | アンダーグラウンド Underground                           | エミール・クストリッツァ               | フランス ドイツ            |
| 1998年 | 桜桃の味 طعم گيلاس                                       | アッバス・キアロスタミ                 | イラン                     |
| 1999年 | オール・アバウト・マイ・マザー Todo sobre mi madre       | ペドロ・アルモドバル                   | スペイン                   |
| 2000年 | グリーン・デスティニー 臥虎蔵龍                          | アン・リー                             | 台湾                       |
| 2001年 | アモーレス・ペロス Amores Perros                         | アレハンドロ・ゴンサレス・イニャリトゥ | メキシコ                   |
| 2002年 | 天国の口、終りの楽園。 Y tu mamá también                 | アルフォンソ・キュアロン               | メキシコ                   |
| 2003年 | ベルヴィル・ランデブー Les Triplettes de Belleville      | シルヴァン・ショメ                     | フランス カナダ ベルギー   |
| 2004年 | LOVERS 十面埋伏                                          | チャン・イーモウ                       | 中国                       |
| 2005年 | カンフーハッスル 功夫                                    | チャウ・シンチー                       | 香港                       |
| 2006年 | パンズ・ラビリンス El laberinto del fauno                | ギレルモ・デル・トロ                   | メキシコ                   |
| 2007年 | 潜水服は蝶の夢を見る Le scaphandre et le papillon        | ジュリアン・シュナーベル               | フランス                   |
| 2008年 | ぼくのエリ 200歳の少女 Låt den rätte komma in            | トーマス・アルフレッドソン             | スウェーデン               |
| 2009年 | 夏時間の庭 L'Heure d'été                                 | オリヴィエ・アサヤス                   | フランス                   |
| 2010年 | 母なる証明 마더                                          | ポン・ジュノ                           | 韓国                       |
| 2011年 | 灼熱の魂 Incendies                                       | ドゥニ・ヴィルヌーヴ                   | カナダ                     |
| 2012年 | 愛、アムール Amour                                       | ミヒャエル・ハネケ                     | フランス                   |
| 2013年 | グレート・ビューティー/追憶のローマ La grande bellezza   | パオロ・ソレンティーノ                 | イタリア                   |
| 2014年 | サンドラの週末 Deux jours, une nuit                      | ダルデンヌ兄弟                         | ベルギー                   |
| 2015年 | ルック・オブ・サイレンス The Look of Silence             | ジョシュア・オッペンハイマー           | デンマーク                 |
| 2016年 | お嬢さん 아가씨                                          | パク・チャヌク                         | 韓国                       |
| 2017年 | ザ・スクエア 思いやりの聖域 The Square                   | リューベン・オストルンド               | スウェーデン               |
| 2018年 | 万引き家族                                               | 是枝裕和                               | 日本                       |
| 2019年 | パラサイト 半地下の家族 기생충                           | ポン・ジュノ                           | 韓国                       |
| 2020年 | ラ・ヨローナ 〜彷徨う女〜 La Llorona                     | ハイロ・ブスタマンテ                   | グアテマラ                 |
| 2021年 | 該当作なし                                               | 該当作なし                             | 該当作なし                 |